# Sociedad Ucraniana de Brasil
La Sociedad Ucraniana de Brasil (SUBRAS) es una organización sociocultural sin fines de lucro de la ciudad de Curitiba, en Brasil. Dentro de la inmigración ucraniana, es considerada la institución más antigua en el país.
Fue establecida en 1922 y desde 1985 forma parte de la Representación Central Ucraniano-Brasilera, de la cual fue fundadora.
Sus actividades se dividen en cuatro departamentos: el grupo de danzas Barvinok, un museo, la escuela de sábado "Суботня Школа ім. Лесі Українки" y la Organización Femenina.
Tiene como objetivo el mantenimiento, desarrollo y preservación de proyectos culturales para la preservación de la cultura ucraniana en Brasil.

## Historia
Fue fundada el 7 de julio de 1922 en la localidad de Mallet bajo el nombre de "União Ucraína do Brasil". En 1923 es trasladada a la ciudad de União da Vitória. En 1934 nuevamente muda su sede a Curitiba, capital del estado de Paraná, absorbiendo los socios y el patrimonio de la antigua "Sociedad Taras Chevtchenko", fundada el año 1908.
En 1938 cambió su nombre al de "União Agrícola Instrutiva" y en 1939 absorbió los socios y el patrimonio del "Centro Ucraíno de Curitiba". En el año 2000, por deliberación de la Asamblea General Extrordinaria, cambió nuevamente su nombre por el actual de Sociedad Ucraniana de Brasil (SUBRAS).
Desde 1924, la SUBRAS se encarga de editar el periódico "Jornal O Lavrador", de carácter mensual, tiene como objetivo mantener informada a la comunidad ucraniana en Brasil sobre acontecimientos políticos, económicos y sociales de Ucrania y de Brasil. Es editado en idiomas ucraniano y portugués.
En 1985, en sus instalaciones de Curitiba fue fundada la Representación Central Ucraniano-Brasilera, de la cual la SUBRAS es socia fundadora.
Luego de la Independencia de Ucrania en 1991, las nuevas autoridades de ese país fueron recibidas en una visita a Brasil en la sede de la SUBRAS de Curitiba. Este evento contó con la presencia del primer ministro ucraniano Vitold Fokin y el presidente da la Rada Suprema Olexandr Moroz.

## Departamentos

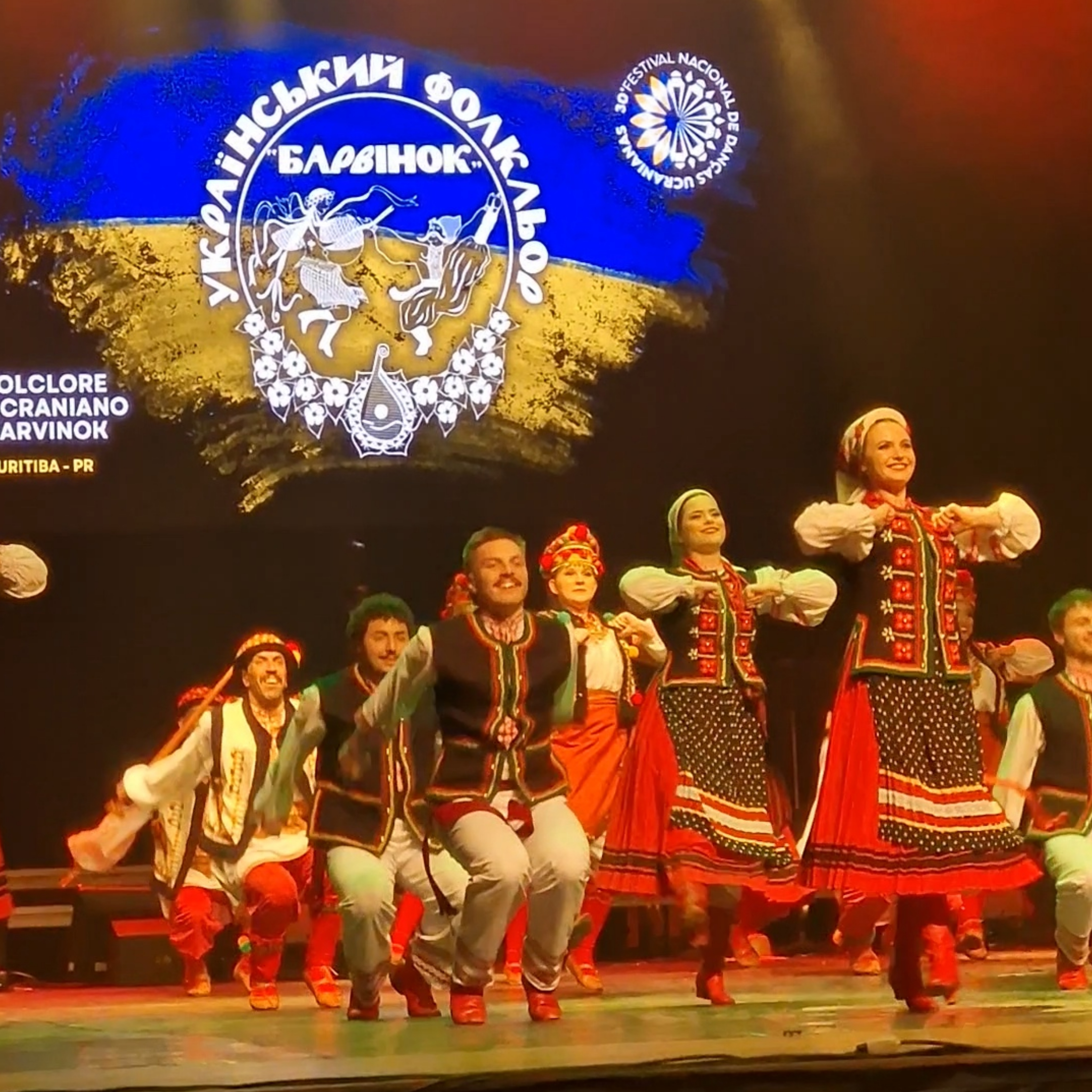
El Grupo Folclórico Barvinok.

Sus actividades se dividen en cuatro departamentos.

### Grupo de danzas Barvinok
Fundado en 1930, el Grupo Folclórico Ucraniano Barvinok cuenta con más de 200 miembros que se dividen en el coro y dos grupos de baile: juveniles y adultos. Tiene como objetivo la preservación y divulgación del folclore ucraniano a través de sus danzas y canciones.

### Museo
El Museo se encuentra dentro de las instalaciones de la SUBRAS y preserva objetos traídos por los inmigrantes ucranianos así como también los que fueron hechos ya en suelo brasileño.

### Escuela de sábado
La escuela "Суботня Школа ім. Лесі Українки" funciona todos los días sábados dentro de las instalaciones de la SUBRAS. Allí los niños, en su mayoría descendientes de ucranianos, aprenden los conceptos generales de la lengua ucraniana, la cultura y el folclore (canciones y bailes).